# Montenegro Airlines
Montenegro Airlines a.d. je bila zrakoplovna tvrtka osnovana 24. listopada 1994. godine. Prvi zrakoplov (Fokker 28 MK 4000) kupljen je u jesen 1996. godine. Dana 7. svibnja 1997., točno u 10:30 obavljen je prvi let i to u Italiju. U njihovoj floti su bili dva Fokkera 100 zrakoplova, kao i tri Embraera 195 i jedan Embraer 190 zrakoplova.

## Flota
Montenegro Airlines raspolaže sljedećim zrakoplovima (stanje: 2014.):
| Avioni      | Ukupno | Putnici |
| ----------- | ------ | ------- |
| Fokker F100 | 2      | 102     |
| Embraer 190 | 1      | 112     |
| Embraer 195 | 3      | 116     |
| Ukupno      | 6      |         |